# Montreal Manic
Montreal Manic – kanadyjski klub piłkarski z Montrealu w prowincji Quebec. Drużyna występowała w lidze NASL, a jego domowym obiektem był Stadion Olimpijski, natomiast halowa drużyna swoje mecze domowe rozgrywała w hali Forum de Montréal. Zespół istniał w latach 1981–1983.

## Historia
Klub został założony w 1981 roku jako kontynuator tradycji Philadelphia Fury i jest drugim po Montreal Olympique klubem piłkarskim w tym mieście. W sezonie 1981 klub zajął 2. miejsce w Dywizji Wschodniej i awansował do fazy play-off, gdzie w pierwszej rundzie wygrał rywalizację z Los Angeles Aztecs (5:3, 2:3, 2:1 pd.) i awansował do ćwierćfinału, w którym przeciwnikiem klubu był Chicago Sting, który wygrał rywalizację (3:2, 2:4, 2:4) i awansował do półfinału. Podczas pierwszego meczu tej rywalizacji, 2 września 1981 roku, padł rekord frekwencji na meczach klubu, 58 542 widzów.
W sezonie 1982 klub również zajął 2. miejsce w Dywizji Wschodniej i awansował do fazy play-off, gdzie zespół odpadł już w pierwszej rundzie po porażce w rywalizacji z Fort Lauderdale Strikers (3:2 pd., 0:1 pd., 1:4), jednak sezon 1983 był najlepszym w historii, najpierw po porażce 4:5 pod dogrywce z Tampa Bay Rowdies zespół zdobył halowe wicemistrzostwo ligi NASL, a następnie zajął 4. miejsce w Dywizji Wschodniej i awansował do fazy play-off, gdzie przeciwnikiem w pierwszej rundzie był naszpikowany gwiazdami New York Cosmos, w którym to zespół z Montrealu wygrał rywalizację (2:3, 0:1 – k. 2:3), co byłą największą sensacją rozgrywek, jednak w półfinale zespół przegrał rywalizację z późniejszym triumfatorem Soccer Bowl, Tulsą Roughnecks (1:2, 1:0, 0:3) i odpadł z rozgrywek. Po zakończeniu sezonu 1983 klub został rozwiązany.
Bilans sezonów 1982 i 1983 wynosił 7 mln USD strat. Według prezesa klubu, Rogera Samsona przyczyną kłopotów finansowych były: zła jakość stadionu, zbyt wysokie ceny czynszów, zbyt niskie zyski z koncesji Montreal Expos, brak umów telewizyjnych i zbyt niska frekwencja na meczach zespołu. Natomiast historyk północnoamerykańskiej piłki nożnej, Dave Wangerin, zasugerował, że winę za rozwiązanie klubu ponosi jego właściciel, browar Molson Brewery.

## Sezon po sezonie
| Sezon     | Liga        | Faza zasadnicza | Faza zasadnicza | Faza zasadnicza | Faza zasadnicza | Faza zasadnicza | Faza zasadnicza              | Playoff        | Śr. frekwencja |
| Sezon     | Liga        | M               | Z               | R               | P               | Pkt             | Miejsce                      | Playoff        | Śr. frekwencja |
| --------- | ----------- | --------------- | --------------- | --------------- | --------------- | --------------- | ---------------------------- | -------------- | -------------- |
| 1981      | NASL        | 32              | 15              | 0               | 17              | 141             | 2.miejsce, Dywizja Wschodnia | Ćwierćfinał    | 23 704         |
| 1981/1982 | Halowa NASL | 18              | 9               | 0               | 9               | –               | 1.miejsce, Dywizja Wschodnia | Pierwsza runda |                |
| 1982      | NASL        | 32              | 19              | 0               | 13              | 159             | 2.miejsce, Dywizja Wschodnia | Pierwsza runda | 21 348         |
| 1983      | Halowa NASL | 8               | 5               | 0               | 3               | 53              | 1.miejsce, Grand Prix        | Finał          | 6 972          |
| 1983      | NASL        | 30              | 12              | 0               | 18              | 124             | 4.miejsce, Dywizja Wschodnia | Półfinał       | 9 910          |

## Osiągnięcia
| - Halowe wicemistrzostwo NASL: 1983 Król strzelców halowego NASL - 1983: Dale Mitchell Bramkarz halowego NASL - 1983: Mehdi Cerbah Obrona halowego NASL - 1983: Mehdi Cerbah Jedenastka Sezonu NASL - 1981: Gordon Hill Jedenastka Dublerów Sezonu NASL - 1983: Frantz Mathieu |  | Jedenastka sezonu halowego NASL - 1982: Gordon Hill Canadian Soccer Hall of Fame - 2001: Gerry Gray - 2002: Dale Mitchell - 2008: John McGrane - 2014: Carmine Marcantonio US Soccer Hall of Fame - 2003: Alan Willey - 2007: Bobby Smith Indoor Soccer Hall of Fame - 2012: Victor Nogueira - 2013: Brian Quinn - 2014: Dale Mitchell |

## Trenerzy
- 1981–1982:  Eddie Firmani
- 1982:  Pierre Mindru[7][8]
- 1983:  Andy Lynch

## Piłkarze
- Nick Albanis
- Mehdi Cerbah
- Elvis Comrie
- Mimmo Dell'Armi
- Pasquale Di Blasio
- Gerry Gray
- Mike Hewitt
- Gordon Hill
- Jean-François Larios
- Dwight Lodeweges
- Andy Lynch
- Frantz Mathieu
- Dale Mitchell
- Fran O'Brien
- Andrew Parkinson
- Brian Quinn
- Bob Rigby
- Tony Towers
- Thompson Usiyan
- John Vanoostveen
- Dragan Vujovic
- Alan Willey
- Brian Decaire